# Stefan Adolf Mossor
Stefan Adolf Mossor, poljski general, * 1896, † 1955.